# Louise de La Vallière

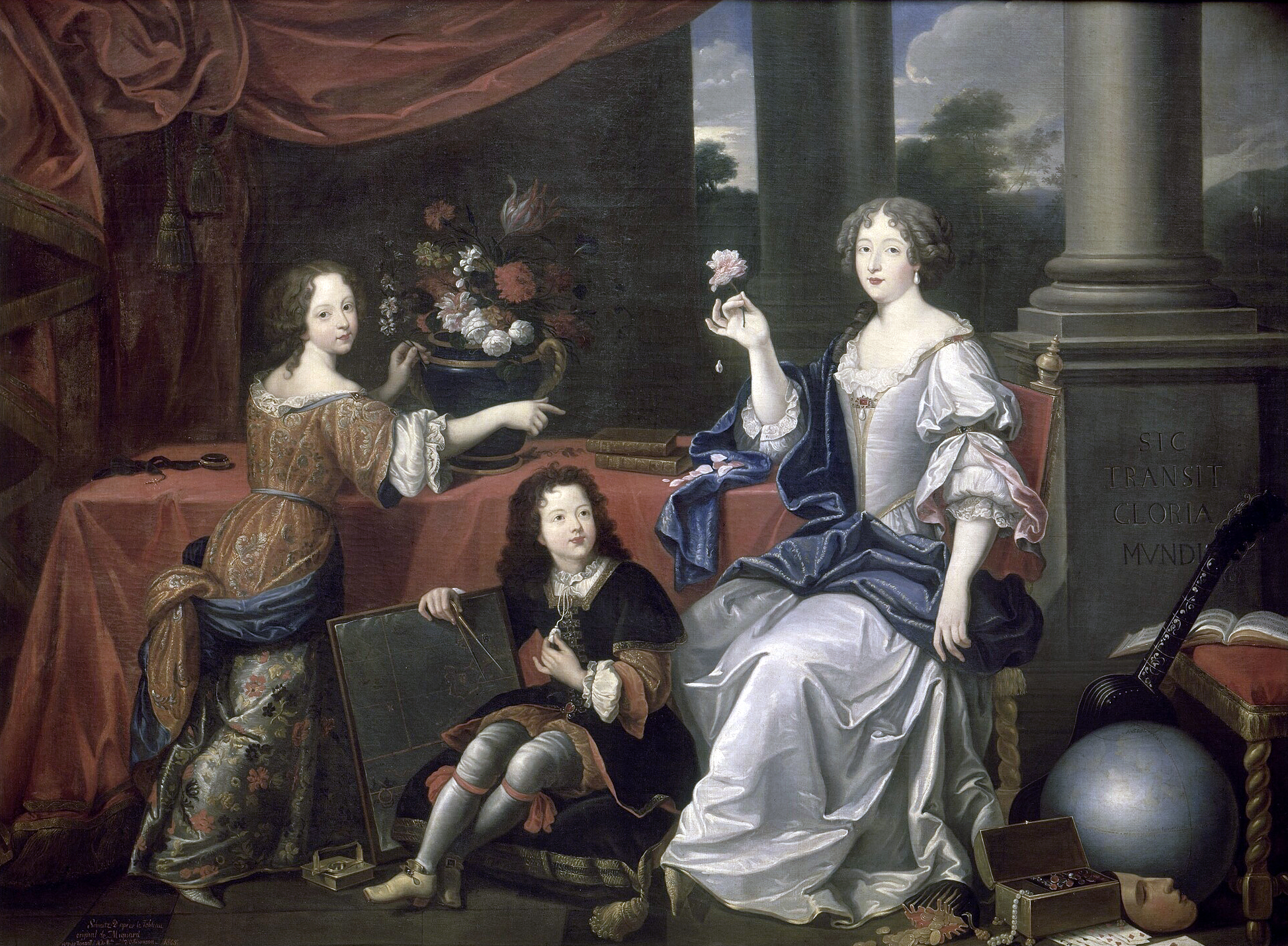
Louise met haar twee jongste kinderen

Louise Françoise de La Baume Le Blanc, hertogin van La Vallière (Tours, 6 augustus 1644 — Parijs, 7 juni 1710) was tussen 1661 en 1667 de eerste maîtresse van Lodewijk XIV van Frankrijk. Aan het hof werd er niet geheimzinnig over gedaan dat de Zonnekoning, naast zijn gearrangeerd huwelijk, ook een maîtresse had.

## Vroege jaren
Louise werd geboren als dochter van een officier, Laurent de la Baume le Blanc, die de naam "La Vallière" aannam naar een klein landgoed nabij Amboise. Laurent overleed in 1651. Zijn weduwe hertrouwde korte tijd later met Jacques de Courtarvel, marquis de Saint-Rémy, en woonde aan het hof van Gaston, hertog van Orléans in Blois.
Louise werd opgevoed met de jongere prinsessen, de stiefzusters van Anne, hertogin van Montpensier, "la Grande Mademoiselle". Na Gastons overlijden verhuisde zijn weduwe met haar dochters en Louise naar het Palais du Luxembourg in Parijs. Louise was nu 16 jaar oud.

## Entree in het koninklijk milieu en de koninklijke affaire
Door de invloed van een ver familielid, Mme. de Choisy, werd Louise hofdame van Henriëtte Anne Stuart, de zuster van koning Karel II van Engeland. Henriëtte was ongeveer net zo oud als Louise, en was pas getrouwd met Filips van Orléans, de broer van de koning.
Henriëtte woonde aan het hof van Fontainebleau vanaf 1661 en was al snel erg bevriend met haar zwager, waardoor er geruchten waren dat er een romance was tussen de twee. Om verder schandaal te voorkomen werd besloten dat de koning een andere relatie zou beginnen, en hiervoor werd Louise gekozen.
Ze was pas twee maanden op Fontainebleau toen ze de maîtresse van de koning werd. De relatie, die als afleidingsmanoeuvre begon, groeide snel uit tot echte passie. Het was Louises eerste serieuze relatie.
In 1662 weigerde Louise Lodewijk XIV te vertellen over de affaire tussen Henriëtte en de Comte de Guiche. Dit verstoorde de relatie zodanig dat ze naar een klooster in Chaillot vluchtte, maar waar Lodewijk haar al snel volgde. Haar tegenstanders, met name Olympe Mancini, de nicht van kardinaal Jules Mazarin, wilden haar te schande maken door details over haar relatie met de koning door te geven aan de koningin, Maria Theresia van Spanje. Louise werd uit de hofhouding van Henriëtte verwijderd, en werd verbannen naar een klein gebouw in het Palais-Royal, waar ze in december 1663 moeder werd van een zoon, Charles, die in de zorg werd gelaten van twee trouwe bedienden van Jean-Baptiste Colbert.

## Ondergang van een koninklijke maîtresse
Er was maar weinig meer over van de geheimhouding nadat ze terugkwam in de hofhouding, maar binnen een week na de dood van Anna van Oostenrijk in 1666 verscheen Louise toch naast Maria Theresia in de kerk. Ze was echter niet zo populair meer. Ze had een tweede kind gekregen in 1665, maar beide kinderen waren in de herfst van 1666 overleden. Een dochter die in Vincennes werd geboren in oktober 1666, Marie Anne, later bekend als mademoiselle de Blois, werd in een brief door Lodewijk erkend als zijn dochter. Hij maakte Louise een hertogin in mei 1667, en ze kreeg het landgoed Vaujours.
In oktober dat jaar kreeg ze een zoon, maar tegen die tijd was haar plaats als maîtresse ingenomen door haar rivaal, Françoise Athénaïs, markiezin van Montespan. Ze was echter verplicht de rol als "officiële" minnares van de koning vol te houden, en deelde zelfs Montespans appartementen in de Tuilerieën.
De vijf kinderen van Lodewijk XIV bij Louise waren:
1. Charles Louis de La Baume Le Blanc (1663-1666)
2. Philippe de La Baume Le Blanc (1665–1666)
3. Louis de La Baume Le Blanc (1665–1666)
4. Marie Anne van Bourbon (1666-1739), Mademoiselle de Blois, die huwde met Lodewijk Armand I van Bourbon-Conti (prins van Conti)
5. Louis de Bourbon, hertog van Vermandois (1667-1683), overleed tijdens zijn eerste legeropdracht bij Kortrijk.

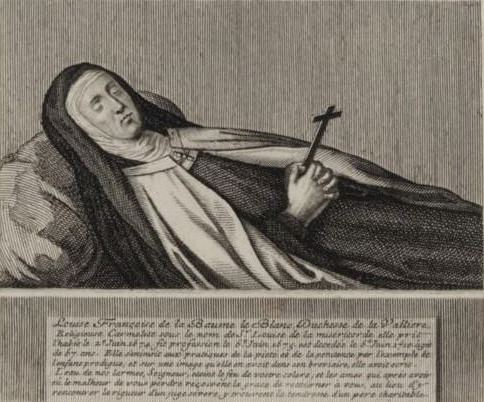
Louise na haar dood

## Kloosterleven
In april 1670 bracht een zware ziekte een innerlijke ommekeer teweeg. Uit deze periode stammen Louises "Beschouwingen over de barmhartigheid van God", die eerst veel later anoniem verschenen. In 1671 trachtte ze van het hof te vertrekken en vluchtte ze naar het klooster van St. Marie in Chaillot, Parijs, vanwaar ze gedwongen werd terug te keren; in 1674 trok ze zich definitief terug uit de wereld. In de tussenliggende jaren zocht ze de raad van bekende priesters als de Abbé de Rancé, Bourdaloue en Bossuet. Op 3 juni 1675 legde ze, in aanwezigheid van de koningin en vele hovelingen, de eeuwige geloftes af bij de karmelietessen van de Faubourg Saint-Jacques en nam ze de kloosternaam Louise de la Miséricorde ('Louise van de Barmhartigheid') aan. Zuster Louise omarmde het strenge bestaan van de ongeschoeide karmelietessen, maar bleef in contact met vrienden en bekenden uit haar vorige leven. Ze overleed, na een kloosterleven van zesendertig jaar, op 16 juni 1710.

## Beschrijving
Louise werd beschreven als een bedeesd en kleurloos persoon met als opvallendste kenmerk dat ze mank liep. Madame de Sévigné noemde haar een "weifelend paarse, blozende onzichtbare". In een spotvers betitelde madame de Montespan haar als kreupel, humorloos, hersenloos en tietenloos.

## Letterkunde
Louises boek Réflexions sur la miséricorde de Dieu werd door Lequeux uitgegeven in 1767, en in 1860 werd Réflexions, lettres et sermons uitgegeven door M. P. Clement (2 delen). Het apocriefe Mémoires verscheen in 1829, en Lettres de Mme la duchesse de la Vallière (1767) is een verbasterde versie van haar correspondentie met de maarschalk van Bellefonds.
Haar leven was de inspiratie voor (onder meer) de tussen 1847 en 1850 als feuilleton verschenen roman Le Vicomte de Bragelonne van Alexandre Dumas.